# 안후이성
안후이성(중국어: 安徽省, 병음: Ānhuī Shěng) 또는 안휘성은 중화인민공화국 동부 장강(창강)과 화이허 유역의 성이다. 17세기에 처음으로 생겼다. 안후이 성의 북부는 화북 평원의 연장으로 허난성과 역사적 호흡을 같이 해 왔다. 중부 지역은 비옥하고 인구가 밀집된 화이허 유역이다. 남부는 장강 유역인데 후베이성과 장쑤성 남부와 인접한다. 남동쪽의 구릉 지역은 독특한 문화를 유지하고 있다.

## 역사
상나라 때는 안후이 성 대부분에 동이라고 불리는 원주민이 거주했다. 상나라를 건국한 탕왕은 지금의 안후이 성 북부 보저우(亳州) 근처인 호(毫)에 수도를 정하였다. 전국시대인 기원전 278년, 서쪽의 진나라가 지금의 후베이 성을 거점으로 하던 초나라를 공격해 땅을 빼앗자 그 난민들이 안후이 성 중부에 있던 수춘(지금의 서우 현)으로 대거 이동했다.
기원전 221년 진나라가 중국을 통일하면서 그 지배 하에 들어갔고 한나라를 거치면서 여러 군이 설치되었다. 후한 시대에 화이허 남쪽은 대부분 양주에, 그 북쪽은 예주에 속했다. 후한 말 군벌 원술이 수춘을 거점으로 황제를 자칭하였으나 얼마 가지 않아 화북의 조조에게 패망했다. 이후 창강 유역의 오나라와 북중국의 위나라가 남북을 나누어 가지고 서로 다투다가 3세기 말 서진이 중국을 통일하였다.
4세기 북쪽에서 여러 유목 민족이 화북으로 들어오면서 오호십육국 시대와 남북조 시대가 시작되었다. 이때부터 수 세기 동안 남쪽의 한족 왕조들과 북쪽의 유목 민족 왕조들은 안후이 성을 남북으로 나누는 경계선을 그어 두고 서로 대치하였다. 동진(東晋)이 전진(前秦)의 남하를 격퇴한 383년의 비수 전투는 대표적인 전투이다. 589년 수나라가 다시 중국을 통일했고 당나라를 거쳐 이번에는 금나라가 화이허를 경계로 그 북쪽을 점령하고 남송과 대치하였다. 이러한 상황은 몽골이 중국을 통일하는 1279년까지 지속되었다.
1368년 원나라를 몰아낸 명나라의 초기 수도 난징과 인접한 덕에 장쑤 성과 안후이 성 지역은 함께 묶여 남직례(南直隶)에 속했다. 직례란 조정이 직접 통치하는 지역이라는 뜻이다. 1644년 청나라는 중국을 정복한 후 남직례를 폐지하고 강남성(江南省)을 설치했다. 1666년 강남성을 장쑤 성과 안후이 성으로 가르면서 마침내 안후이 성이 탄생하였다. 이 때의 경계는 지금까지 거의 변화가 없다. 1946년 성도를 안칭(安慶)에서 허페이(合肥)로 옮겼다. 1949년 중화인민공화국이 성립하면서 장강을 경계로 완베이(皖北)와 완난(皖南)으로 잠시 나누었다가 1952년 복귀되었다.

## 지리
지형은 꽤 다양하다. 북부는 화베이 평원의 일부이고 중북부는 화이허의 분수계에 속하며 아주 평평하고 인구 밀도가 높다. 남쪽으로 갈수록 산이 많아져 다볘산맥이 성의 남서부를 차지하고 구릉과 산맥이 남동부까지 이어진다. 장강은 남부의 산지를 관통한다. 안후이 성에서 가장 높은 지점은 황산의 로터스 봉으로 높이가 1873 m이다. 장강 주변에는 호수가 많이 있으며 가장 큰 것은 성 중앙에 있는 차오호이고 면적은 800 km2이다.
지형과 더불어 기후도 남북이 다르다. 북부는 건조하고 추운 반면 남부는 습하고 더운 편이다. 화이허 1월 평균 기온은 북부가 -1 ~ 2 °C, 남부가 0 ~ 3 °C이며 7월 평균 기온은 27 °C를 상회한다. 장마는 6월과 7월에 주로 발생하며 홍수를 일으키기도 한다.

## 경제
안후이 성을 가르는 기후대에 따라 화이허의 북쪽은 밀과 고구마를 재배하고 남부는 밀 대신 쌀을 재배한다.
천연자원은 마안산의 철광석, 화이난의 석탄, 퉁링의 구리가 있다. 양회탄광은 중요한 에너지 기지이고 마안산은 철강, 퉁링은 유색 야금으로 전국 최고이다. 안후이 성을 기반으로 한 유명한 기업은 우후의 체리 자동차가 있다.
장강과 회하의 수운 덕분에 안징과 무후는 중요한 하역항이다. 황산 시 치먼 현은 세계 3대 고급차로 손꼽히는 기문 홍차의 산지이며 주로 일본이나 영국으로 수출된다. 그러나 환경 악화와 전문 인력의 부족으로 양질의 찻잎을 생산하는 일은 아직 부진하다.
명목 GDP는 8,874억 위안(1,299억 달러)으로 2007년보다 12.7% 성장하였고 1인당 GDP는 14,485위안(2,121달러)이다. 이 정도면 중간 규모의 경제이지만 이웃한 장쑤성과 저장성에 비한다면 현저히 뒤처진 편으로 3분의 1 수준이다. 성 내 불균형도 있어서 부의 대부분은 창강 주변의 공업 지역인 허페이, 우후, 마안산에 집중되어 있다.

## 인구
| 연도    | 인구       | ±%     |
| ------- | ---------- | ------ |
| 1912    | 16,229,000 | —      |
| 1928    | 21,715,000 | +33.8% |
| 1936–37 | 23,354,000 | +7.5%  |
| 1947    | 22,462,000 | −3.8%  |
| 1954    | 30,343,637 | +35.1% |
| 1964    | 31,241,657 | +3.0%  |
| 1982    | 49,665,724 | +59.0% |
| 1990    | 56,180,813 | +13.1% |
| 2000    | 58,999,948 | +5.0%  |
| 2010    | 59,500,510 | +0.8%  |

## 문화
안후이는 많은 지리적 지역 및 문화적 지역이 걸쳐있는 곳이다. 성 북쪽의 평원, 화이허의 북쪽 지역은 이웃한 허난 및 산둥과 유사하다. 반면에 성 남쪽의 구릉 지역은 남쪽의 구릉 지대에 위치한 장시 및 저장과 문화나 방언이 비슷하다.
만다린어는 성의 북부와 중부에서 사용된다. 북부의 방언은 허난, 산둥과 함께 중위안 만다린으로 분류되며 중부의 방언은 장쑤 중부 지역과 함께 징화이 만다린으로 분류된다.
비만다린어는 남쪽에서 사용되는데 쉬안청 시에서는 우어가 사용되고 장시 성과 인접한 남서쪽 지역에서는 간어가 사용되며 남부의 10개 현에서는 후이저우 방언이 사용된다.
황메이시는 안후이 남서부 안칭에서 기원한 중국 전통 가극의 한 형태로 중국에서 인기가 높다. 후이주는 남쪽의 후이저우 어를 사용하는 지역에서 기원한 전통 가극의 한 형태로 베이징 가극의 중요한 선구자 중 하나이다. 거의 사라졌던 후이주는 1950년대에 부활하였다. 루주는 전통 가극의 한 유형으로 안후이 중부에서 발견된다.
안후이 요리는 중국 전통 8대 요리 중 하나이다. 남북 안후이의 요리가 결합하여 안후이 요리는 날짐승과 약초를 사용하며 비교적 덜 정교한 방법으로 만들어진다.
안후이는 서예와 관련된 물품들의 생산이 고도로 집중된 지역이다. 쉬안저우(오늘날의 쉬안청)과 후이저우(오늘날의 황산)에서는 쉬안 종이와 후이 먹이 각각 생산되었고 이것은 전통적으로 중국에서 최고의 것으로 여겨졌다. 서 현은 서 벼루로 유명하며 중국인이 선호하는 벼루 중 하나이다.

## 관광
- 시디춘, 홍춘 : 고촌락, 세계문화유산
- 황산 : 세계복합유산
- 구화산 : 김교각 스님이 수행하였던 불교 지장보살의 성지

## 행정구역
안후이성은 지급시 16개로 구성되며 지급시 산하에 현급 행정구역 105개(44개 시할구와 6개 현급시와 55개 현)가 있다.
| 안후이 성의 행정구역 | 안후이 성의 행정구역 | 안후이 성의 행정구역 | 안후이 성의 행정구역 | 안후이 성의 행정구역 | 안후이 성의 행정구역 | 안후이 성의 행정구역 |
| -------------------- | -------------------- | -------------------- | -------------------- | -------------------- | -------------------- | -------------------- |
|                      |                      |                      |                      |                      |                      |                      |
| №                    | 이름                 | 한자                 | 병음                 | 면적 (Km2)           | 인구 (2010년)        | 시청소재지           |
| 지급시               |                      |                      |                      |                      |                      |                      |
| 1                    | 허페이 시 (합비시)   | 合肥市               | Héféi Shì            | 11429.68             | 7,457,027            | 수산 구              |
| 2                    | 우후 시 (무호시)     | 芜湖市               | Wúhú Shì             | 6026.05              | 3,443,192            | 주장 구              |
| 3                    | 벙부 시 (방부시)     | 蚌埠市               | Bèngbù Shì           | 5952.13              | 3,164,467            | 벙산 구              |
| 4                    | 화이난 시 (회남시)   | 淮南市               | Huáinán Shì          | 5569.96              | 2,333,896            | 톈자안 구            |
| 5                    | 마안산 시 (마안산시) | 马鞍山市             | Mǎ'ānshān Shì        | 4049.13              | 2,304,774            | 위산 구              |
| 6                    | 화이베이 시 (회북시) | 淮北市               | Huáiběi Shì          | 2740.91              | 2,114,276            | 샹산 구              |
| 7                    | 퉁링 시 (동릉시)     | 铜陵市               | Tónglíng Shì         | 2924.00              | 1,562,670            | 퉁관 구              |
| 8                    | 안칭 시 (안경시)     | 安庆市               | Ānqìng Shì           | 13538.00             | 4,472,667            | 다관 구              |
| 9                    | 황산 시 (황산시)     | 黄山市               | Huángshān Shì        | 9678.84              | 1,358,980            | 툰시 구              |
| 10                   | 추저우 시 (저주시)   | 滁州市               | Chúzhōu Shì          | 13523.22             | 3,937,868            | 랑야 구              |
| 11                   | 푸양 시 (부양시)     | 阜阳市               | Fùyáng Shì           | 10122.77             | 7,599,913            | 잉저우 구            |
| 12                   | 쑤저우 시 (숙주시)   | 宿州市               | Sùzhōu Shì           | 9939.80              | 5,352,924            | 융차오 구            |
| 13                   | 루안 시 (육안시)     | 六安市               | Lù'ān Shì            | 12461.45             | 5,611,701            | 진안 구              |
| 14                   | 보저우 시 (박주시)   | 亳州市               | Bózhōu Shì           | 8522.58              | 4,850,657            | 차오청 구            |
| 15                   | 츠저우 시 (지주시)   | 池州市               | Chízhōu Shì          | 8391.73              | 1,402,518            | 구이츠 구            |
| 16                   | 쉬안청 시 (선성시)   | 宣城市               | Xuānchéng Shì        | 12323.43             | 2,532,938            | 쉬안저우 구          |